# Axel Svedring
Axel Lennart Svedring, född 14 september 1913 i Leksand, död där 8 november 2002, var en svensk målare och tecknare.
Han var son till muraren Svedu Anders Eriksson och Anna Wigander och från 1939 gift med Sigrid Maria Ahlgren. Efter avslutad skolgång arbetade Svedring som snickare fram till 1947 varav ett 15-tal år i Stockholm. Han studerade konst och fick handledning av Wilhelm Skoglund som kom att betyda mycket för Svedrings konstnärskap. Han reste runt i Norge på 1950-talet och i Norrland på 1960-talet för att hitta motiv för sina målningar men merparten av hans motiv kommer från norra Dalarna. Han medverkade i samlingsutställningar i Leksand. Hans konst består av stilleben, figurmotiv, djur och landskapsskildringar. Svedring är representerad vid Klockargården i Tällberg och Rättviks skola.